# Président de la République de Pologne
Le président de la république de Pologne (en polonais : Prezydent Rzeczpospolitej Polskiej) est le chef de l'État de la Pologne, dont les compétences politiques et institutionnelles sont régies par le titre V de la constitution. Il est élu pour un mandat de cinq ans par les citoyens polonais, au suffrage universel direct.
Depuis le 6 août 2025, le conservateur Karol Nawrocki exerce cette fonction.

## Élection présidentielle

### Indépendance de la fonction
Selon l'article 132 de la Constitution, le président de la République, dans l’exercice de ses fonctions, ne peut assumer aucune autre charge ni exercer aucune autre fonction publique à l'exclusion de celles qui sont liées à la fonction exercée.

### Conditions d'une candidature
Pour présenter sa candidature à la présidence de la République, il faut être un citoyen polonais, être âgé au moins de 35 ans le jour du premier tour de l'élection, et de recueillir au moins 100 000 signatures d'électeurs.
L'article renvoie à la jouissance des « pleins droits électoraux aux élections au Sejm », c'est-à-dire à l’article 99 de la Constitution, dont seul l'alinéa 3 apporte une précision : « ne peut pas être élue au Sejm ni au Sénat une personne condamnée par une décision passée en force de chose jugée à la peine privative de liberté pour infraction intentionnelle poursuivie sur accusation publique ».

### Processus électoral
Le président de la république de Pologne est élu de façon directe par le peuple polonais pour un mandat de cinq ans, renouvelable une seule fois. En vertu de l'article 128(2) de la Constitution, « les élections présidentielles sont fixées par le Président du Sejm à une date tombant cent jours au plus tôt et soixante-quinze jours au plus tard avant l'expiration du mandat du Président de la République en exercice et, en cas de vacance de la Présidence, le quatorzième jour au plus tard après cette vacance, la date des élections étant fixée à un jour férié compris dans les soixante jours à compter de la proclamation des élections ».
Conformément à l’article 127(4) de la Constitution, est élu président de la République le candidat ayant obtenu plus de la moitié des suffrages exprimés. Si aucun candidat ne réussit à passer ce seuil, un second tour de scrutin a lieu dans les quatorze jours suivant le premier scrutin. Lors du second tour, seuls les deux candidats ayant respectivement recueilli le plus grand nombre de votes participent. L'alinéa 5 de l’article 127 dispose que « si l'un des candidats retire sa candidature, est déchu du droit de vote ou décède, est admis au second tour le candidat qui a recueilli successivement le plus grand nombre de suffrages au premier tour ». Au second tour, « est élu Président de la République le candidat ayant recueilli au second tour le plus grand nombre de suffrages exprimés ».
Une fois le nom du candidat élu connu, la Cour suprême doit statuer sur la validité de l’élection. L'article 129(2) dispose que « l'électeur a le droit de déposer devant la Cour suprême une contestation sur la validité de l'élection du Président de la République ». Si la nullité de l’élection est prononcée, « de nouvelles élections sont proclamées en vertu des dispositions prévues au deuxième alinéa de l'article 128 applicables en cas de vacance de la Présidence de la République ».

### Prestation de serment
En vertu de l'article 130, le candidat élu doit prêter serment pour devenir président de la République. Il doit prêter le serment suivant :
« Obejmując z woli Narodu urząd Prezydenta Rzeczpospolitej Polskiej, uroczyście przysięgam, że dochowam wierności postanowieniom Konstytucji, będę strzegł niezłomnie godności Narodu, niepodległości i bezpieczeństwa Państwa, a dobro Ojczyzny oraz pomyślność obywateli będą dla mnie zawsze najwyższym nakazem. »
— Article 130 de la Constitution de Pologne

« Prenant les fonctions de président de la république de Pologne, par la volonté de la Nation, je jure solennellement de rester fidèle aux dispositions de la Constitution, de veiller inflexiblement à la dignité de la Nation, à l'indépendance et à la sécurité de l'Etat et que le bien de la Patrie et la prospérité des citoyens seront toujours mon impératif suprême. »

— Article 130 de la Constitution de Pologne
L'article 130 paragraphe 3 de la Constitution dispose que l'ajout suivant peut être fait : « Que Dieu me vienne en aide » (« Tak mi dopomóż Bóg »).

## Compétences du président
Le président de la République a le pouvoir de nommer le président du Conseil, mais dans la pratique, il donne généralement la mission de former un gouvernement au chef de la majorité à la Diète.
Le président de la République peut avoir l’initiative législative. Il a également la possibilité de l'influencer directement en utilisant son veto pour arrêter un projet de loi, mais son veto peut être annulé par la majorité des trois cinquièmes de la Diète. Avant de promulguer une loi, le président de la République peut également demander au Tribunal constitutionnel de vérifier sa conformité avec la Constitution, qui dans la pratique porte une influence décisive sur le processus législatif.
En tant que représentant suprême de l'État polonais, le président de la République dispose de plusieurs prérogatives :
- il ratifie et révoque les accords internationaux[6] ;
- il nomme et rappelle les ambassadeurs et accepte les accréditations de représentants des autres États[7] ;
- il décide des remises d'ordres et de distinctions[8] ;
- il attribue la nationalité polonaise et autorise la renonciation de celle-ci[9] ;
- il dispose du droit de grâce présidentielle sur une personne condamnée par la Justice, bien que ce droit nécessite la consultation officielle du ministre de la Justice.

Le président de la République est aussi le commandant suprême des Forces armées : il nomme le Chef d'état-major général et les commandants de toutes les branches de services ; en temps de guerre, il nomme le commandant en chef des Forces armées et peut ordonner la mobilisation générale.
Le chef de l'État exerce ses fonctions avec les institutions suivantes : la chancellerie du président de la République, le Bureau de la sécurité nationale, et enfin l'Organe des conseillers du président de la République.

## Statut

### Statut en droit pénal et civil
En vertu de l’article 145, « le président de la République peut être poursuivi devant le Tribunal d'État pour violation de la Constitution ou des lois ainsi que pour commission d'une infraction. La mise en état d'accusation du Président de la République peut intervenir sur vote d'une résolution par l'Assemblée nationale à la majorité des deux tiers des voix au moins du nombre constitutionnel de ses membres, sur demande d'au moins cent quarante membres de l'Assemblée. Le Président de la République est suspendu dans l'exercice de ses fonctions le jour de l'adoption de la résolution sur sa mise en accusation devant le Tribunal d’État ».

### Résidences présidentielles

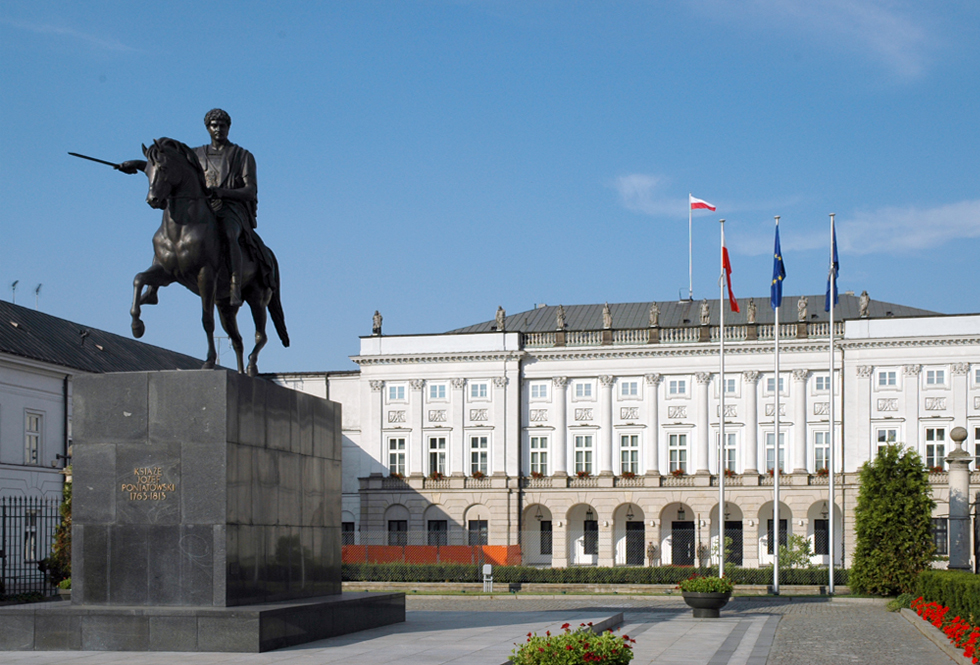
Le palais Koniecpolski, résidence officielle et lieu de travail du président de la république de Pologne, à Varsovie.

Le palais présidentiel de Koniecpolski à Varsovie, l'un des plus grands palais de la capitale polonaise, est la résidence officielle et le bureau du président de la république de Pologne depuis 1993, le premier locataire présidentiel était Lech Wałęsa quand il a déménagé du Belvédère. 
Le palais du Belvédère à Varsovie, fut le siège officiel de la présidence jusqu'en 1993 ; il sert actuellement de lieu de cérémonies officielles et de remises de décorations. Le Belvédère sert également de résidence d'accueil aux chefs d'État étrangers et aux invités de marque de la présidence. Par ailleurs lieu de résidence mis à la disposition du président de la République, Bronislaw Komorowski et sa famille emménagèrent au Belvédère lorsque Komorowski devient président de la République par intérim, au mois d'avril 2010. Le Belvédère devint la résidence officielle du président de la république de Pologne, le président polonais ayant annoncé qu'il ne s'installerait pas au palais Koniecpolski mais qu'il continuerait à séjourner au Belvédère.
Le château présidentiel de Wisła est un château construit pour les Habsbourg qui leur servait de lieu de chasse. Reconstruit entre 1929 et 1931, le château fut utilisé comme résidence de loisirs par le président Ignacy Mościcki. Depuis 2002, encore propriété présidentielle, restauré et inauguré en 2005 par le président Aleksander Kwaśniewski, c'est un centre de loisirs et de conférence pour le président.

## Succession

### Empêchement temporaire
Selon l'article 131 de la Constitution, « si le président de la République est temporairement empêché d'exercer ses fonctions, il en informe le président de la Diète qui le supplée provisoirement dans ses fonctions. Lorsque le président de la République n'est pas en mesure d'informer le président du Sejm de son empêchement, le Tribunal constitutionnel statue, à la demande du Président de la Diète, sur l'empêchement du président de la République. En cas d'empêchement temporaire constaté par le Tribunal constitutionnel, celui-ci confie au président de la Diète, l'exercice provisoire des fonctions de Président de la République ».
Le président de la Diète exerce provisoirement les fonctions présidentielles en cas de :
- décès du président de la République,
- renonciation à l'exercice des fonctions par le président de la République,
- déclaration de nullité de l'élection du président de la République ou autres empêchements à l'entrée en fonction du président de la République,
- résolution de l'Assemblée nationale reconnaissant l'incapacité permanente du président de la République d'exercer ses fonctions en raison de son état de santé, adoptée à la majorité des deux tiers des voix au moins du nombre constitutionnel des membres de l'Assemblée nationale,
- et la destitution du président de la République par décision du Tribunal d’État.

Si le président de la Diète est empêché d'exercer les fonctions de président de la République, il est suppléé par le président du Sénat.

### Démission ou décès
La Constitution polonaise de 1997 dispose que si le président de la République démissionne ou meurt au cours de ses fonctions, la continuité de l'État est alors exercée par le maréchal de la Diète. Ce dernier exerce alors les fonctions de chef de l'État et convoque les partis politiques pour déterminer la date du premier tour de l'élection présidentielle anticipée.
Le 10 avril 2010, le président Lech Kaczyński, son épouse ainsi que plusieurs personnalités de l'État disparaissent dans un accident d'avion survenu à Smolensk, en Russie, où le président Kaczyński devait se rendre pour rendre hommage aux victimes du massacre de Katyń. Sitôt l'annonce du décès du président, Bronisław Komorowski, président de la Diète, est chargé par la Constitution de gérer les affaires courantes à la présidence de la République.

## Liste des présidents de la république de Pologne

### Deuxième République
La galerie ci-dessous présente les portraits des présidents successifs de la Deuxième République.

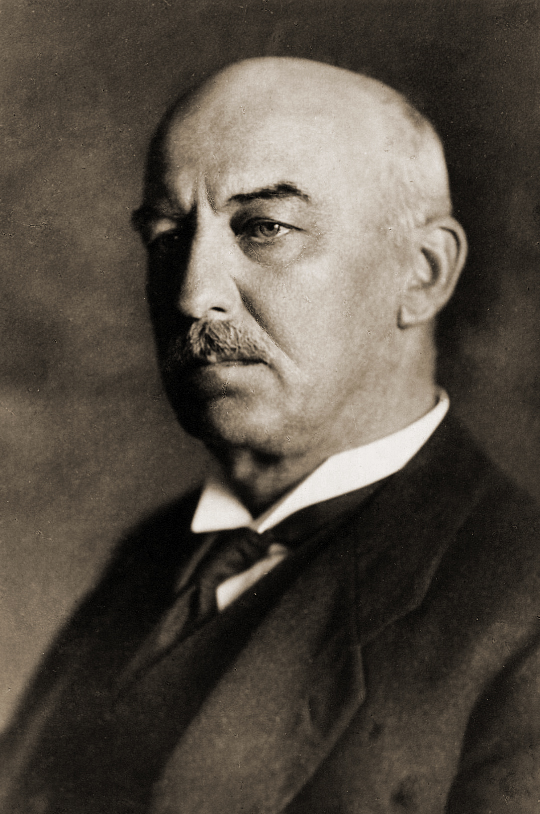
Gabriel Narutowicz (1922)
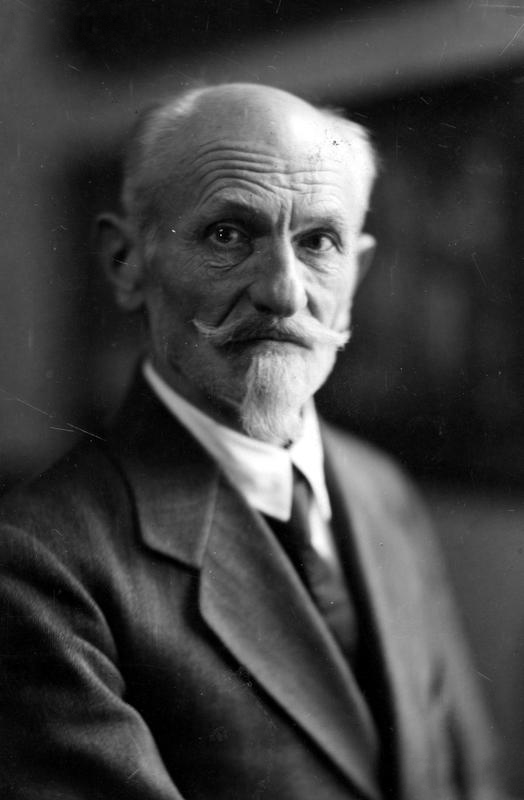
Stanisław Wojciechowski (1922-1926)
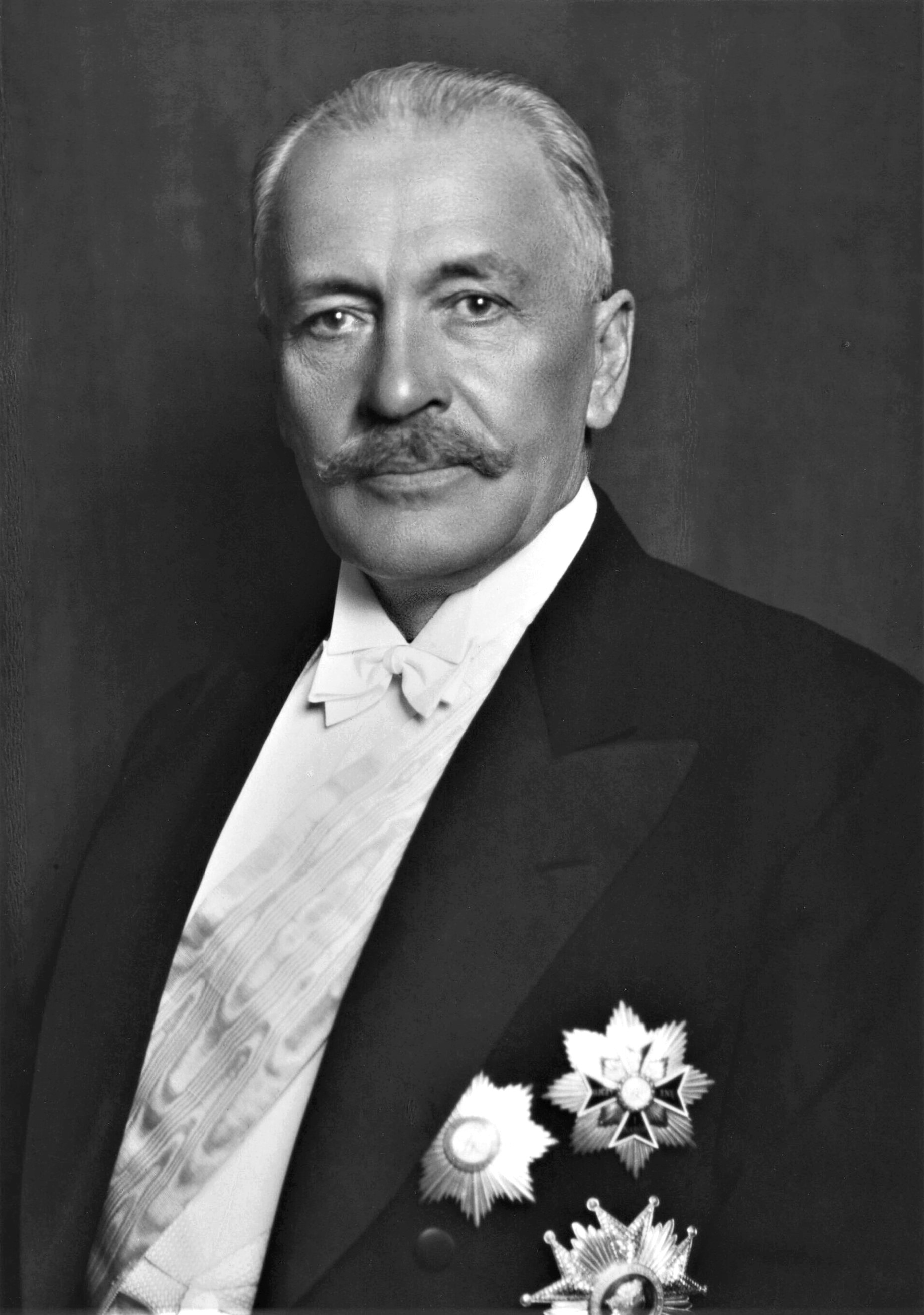
Ignacy Mościcki (1926-1939)

### Troisième République
La galerie ci-dessous présente les portraits des présidents successifs de la Troisième République.

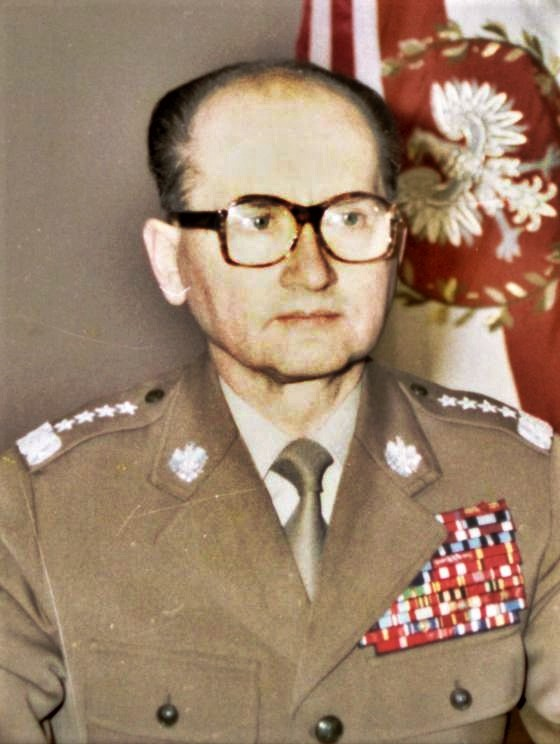
Wojciech Jaruzelski (1989-1990)
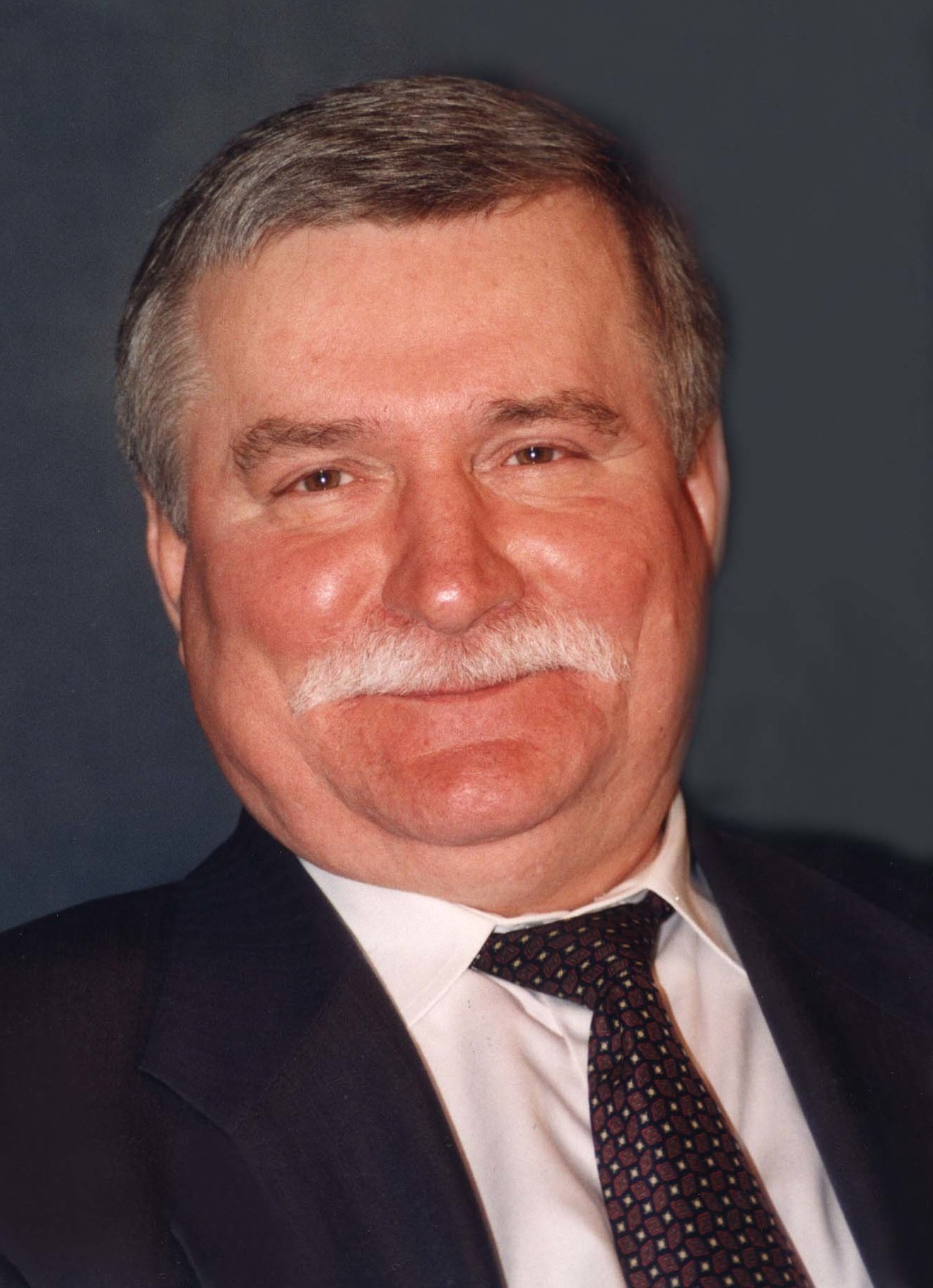
Lech Wałęsa (1990-1995)
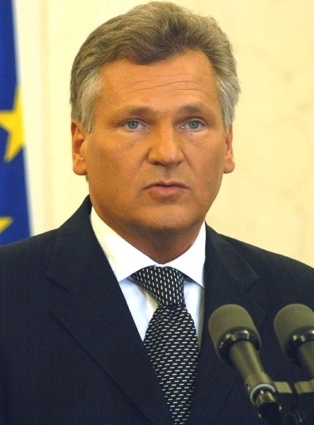
Aleksander Kwaśniewski (1995-2005)
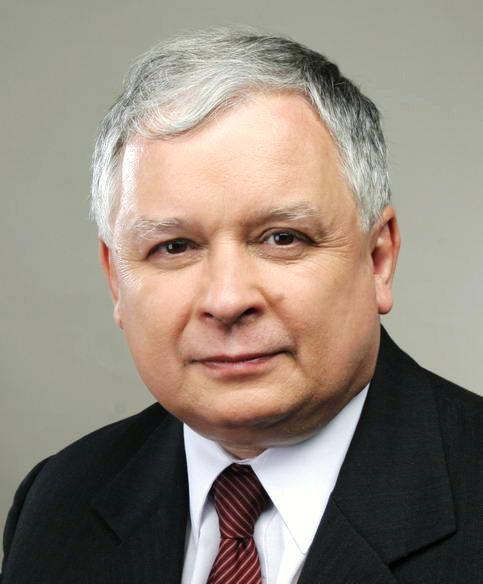
Lech Kaczyński (2005-2010)
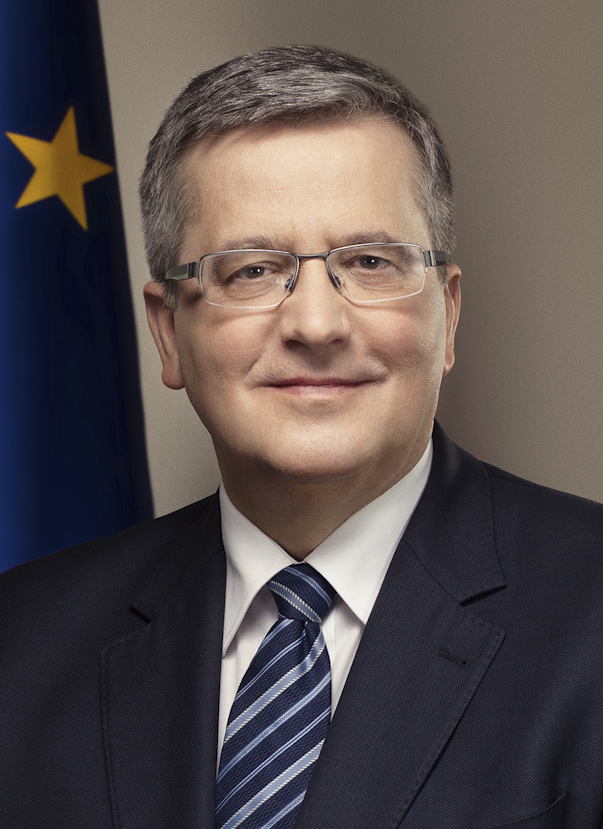
Bronisław Komorowski (2010-2015)
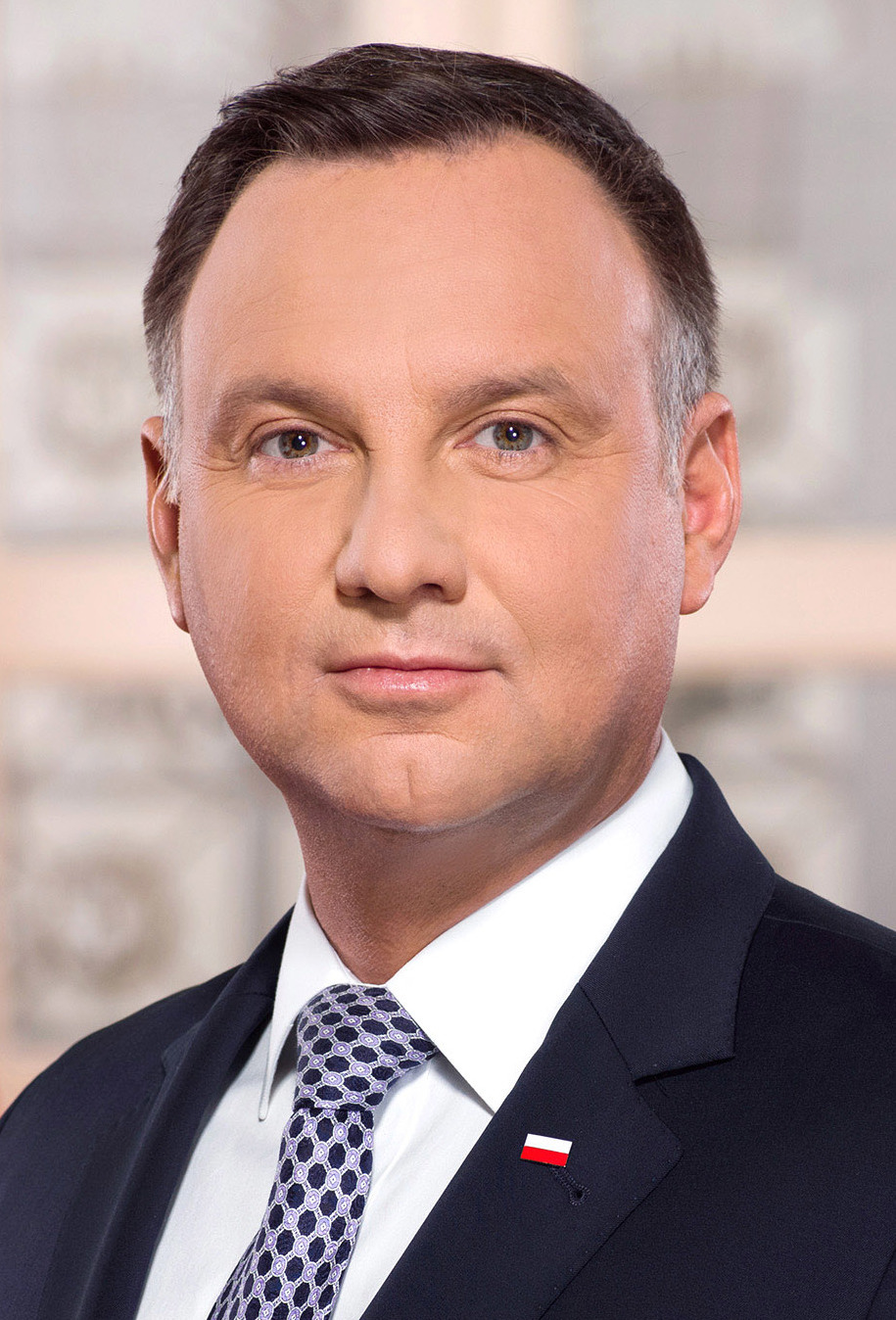
Andrzej Duda (2015-2025)
Karol Nawrocki (depuis 2025)

## Sources

## Compléments